# Анна Пальм де Роса
Анна Пальм де Роса (Роза) (швед. Anna Palm de Rosa, полное имя Anna Sofia Palm de Rosa; 1859—1924) — шведская художница-пейзажист.

## Биография
Родилась 25 декабря 1859 года в Стокгольме. Была дочерью художника Густафа Вильгельма Пальма и его жены Евы Сандберг (Eva Sandberg), которая была дочерью художника Юхана Густафа Сандберга. 
Анна получила образование в частном порядке от своего отца, который преподавал в Начальной школе рисования (Elementarteckningsskolan), готовившей учеников к учёбе в Королевской академии искусств. Саму академию она не посещала, так как в то время туда женщины не принимались. В 1880-х годах она стала ученицей исторического художника Эдварда Персея и пейзажиста Пера Холма. В 1885 году, при поддержке своих родителей, Анна отправилась в Европу, где провела некоторое время в Скагене, затем училась у художника-мариниста  Романа Степпе (Romain Steppe, 1859—1927) в Антверпене и некоторое время провела в Париже. 
Анна Пальм де Роса была одним из 84 художников, которые в 1885 году подписали письмо, призывающее к радикальным изменениям в обучении в Шведской академии искусств, которое они считали устаревшим. Она выставлялась в академии в 1885 и 1887 годах и с 1889 по 1891 год преподавала в ней акварельную живопись. Она также была членом недавно созданной ассоциации шведских художниц Svenska konstnärinnor.
В канун Нового 1895 года, она покинула Швецию и больше в неё не возвращалась. Проведя год в Париже, переехала в Италию, где познакомилась с военным, пехотным лейтенантом Альфредо де Роса (Alfredo de Rosa). После свадьбы в Париже в 1901 году пара переехала сначала на Капри, затем в 1908 году обосновалась в Мадонна-дель-Арко, район Сант-Анастасия, недалеко от Неаполя. В Италии продолжала писать стокгольмские мотивы по фотографиям, сделанных Франсом Клеммингом и другими фотографами. Во время Первой мировой войны, когда ее муж был призван в действующую армию, она много писала, особенно пейзажей вокруг Неаполитанского залива. Работала до своей смерти 2 мая 1924 года.

## Творчество
Акварели морских сцен с пароходами и парусными кораблями, которые она создавала в Швеции, способствовали ее растущей популярности. Она начала писать множество ведут, чтобы удовлетворить своих многочисленных клиентов, а также сцены из Стокгольма; создала цикл работ, посвящённых Королевскому дворцу. Писала также идиллические картины, чаще всего акварелью, на шведские мотивы и мотивы из Франции и Италии с композициями, в которых присутствовали сельские жители и лошади. Создавала почтовые открытки, в том числе рождественские.
Работы Анны Пальм де Роса находятся во многих музеях скандинавских стран, включая Национальный музей Швеции, Гётеборгский художественный музей и Музей Богуслена, в библиотеке Уппсальского университета, в музеях Норрчёпинга и Хельсинки.
- Некоторые работы
- Stockholm från Mälaren, 1900
- Panoramavy över Stockholms slott, 1891
- Stockholms ström, 1890